# Werfen
Werfen es una localidad del distrito de Sankt Johann im Pongau, en el estado de Salzburgo, Austria, con una población estimada a principio del año 2018 de 3027 habitantes. 
Se encuentra ubicada en el centro del estado, al sur de la ciudad de Salzburgo, la capital del estado, y al norte de la frontera con el estado de Carintia.

## Galería de imágenes

Vista general.
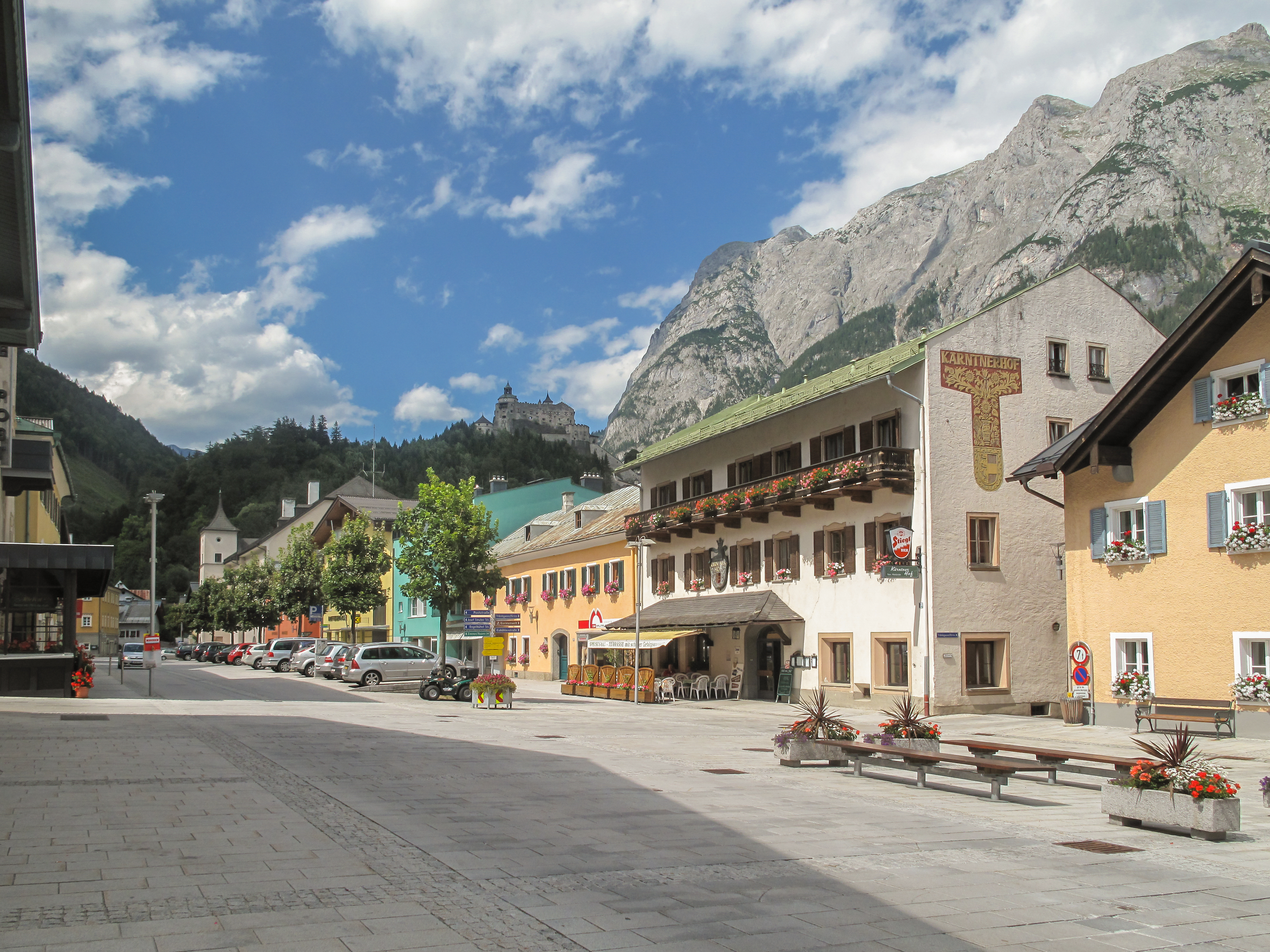
Vista en la calle
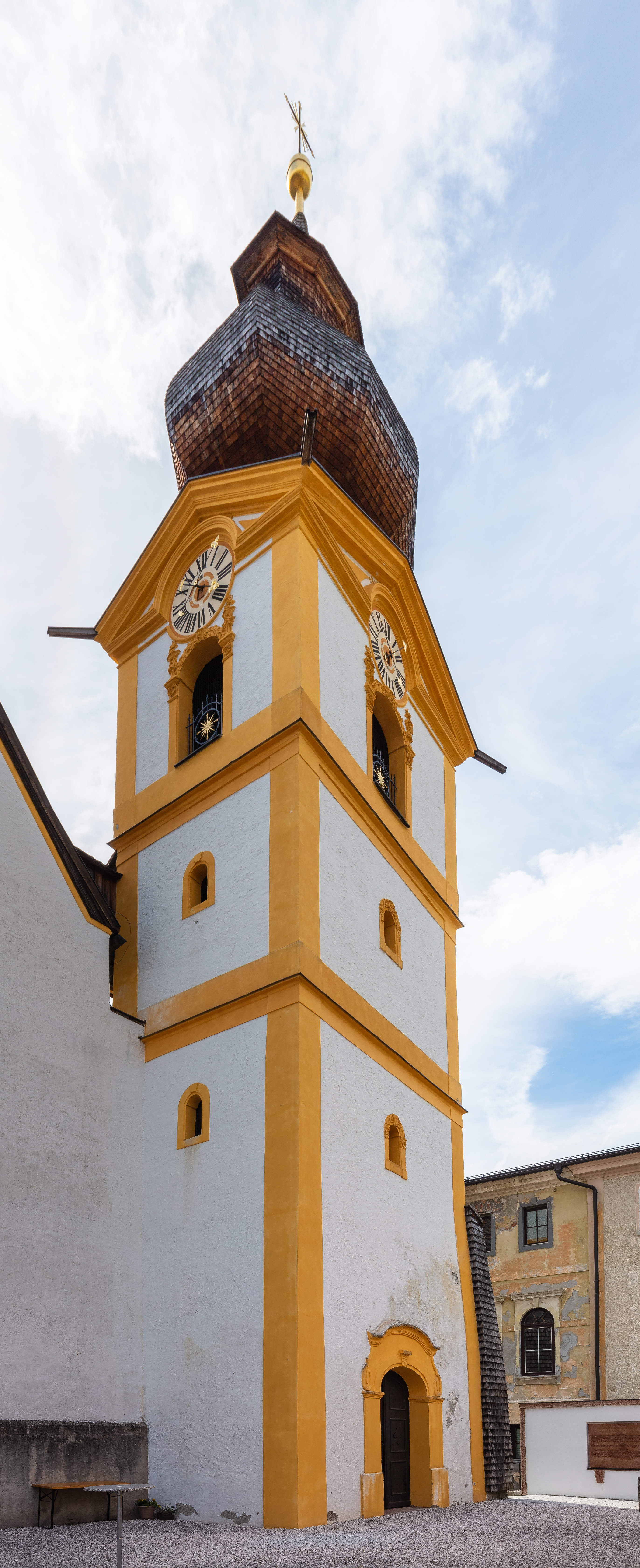
Exterior de la iglesia
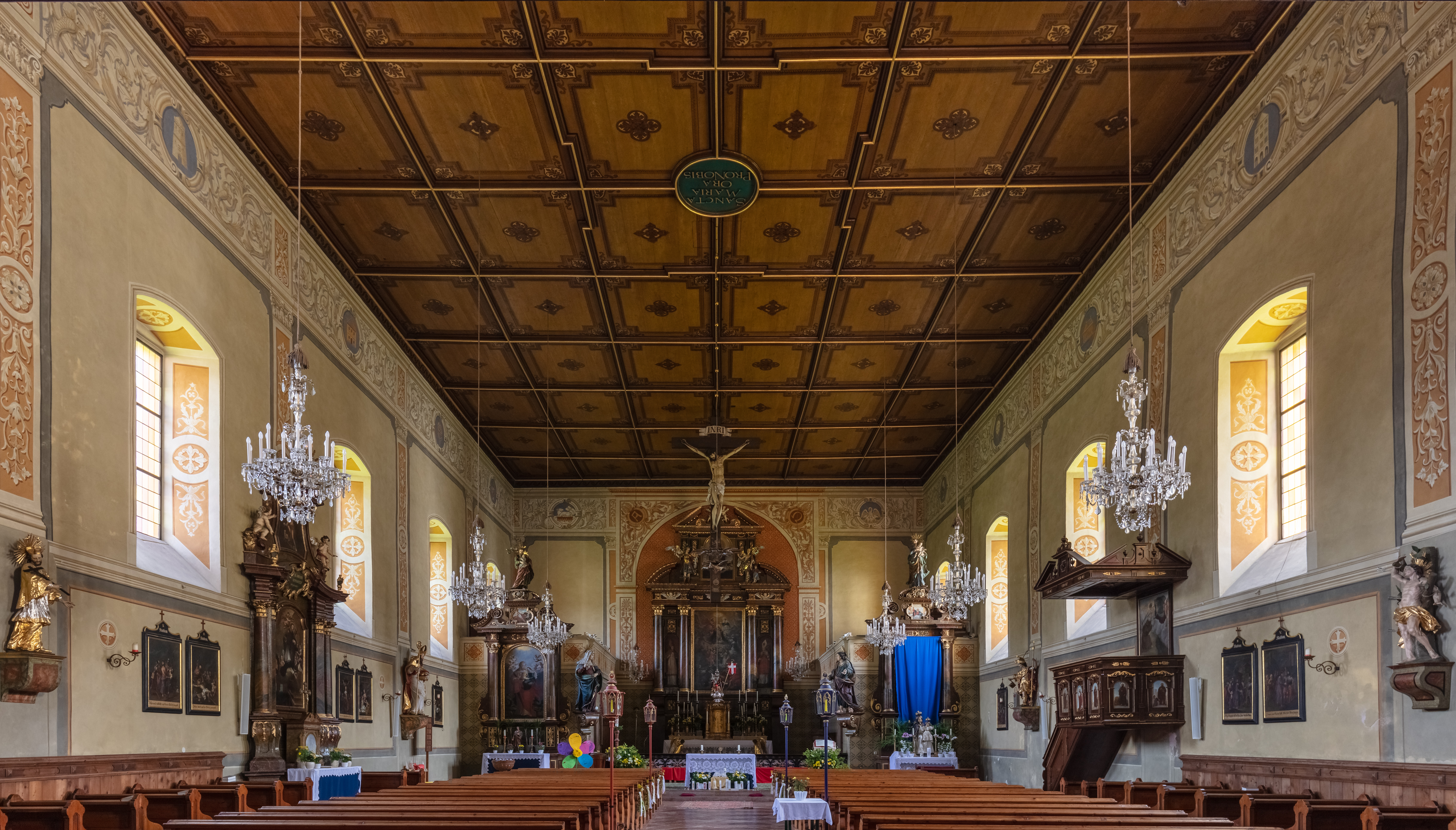
Interior de la iglesia de Santiago.
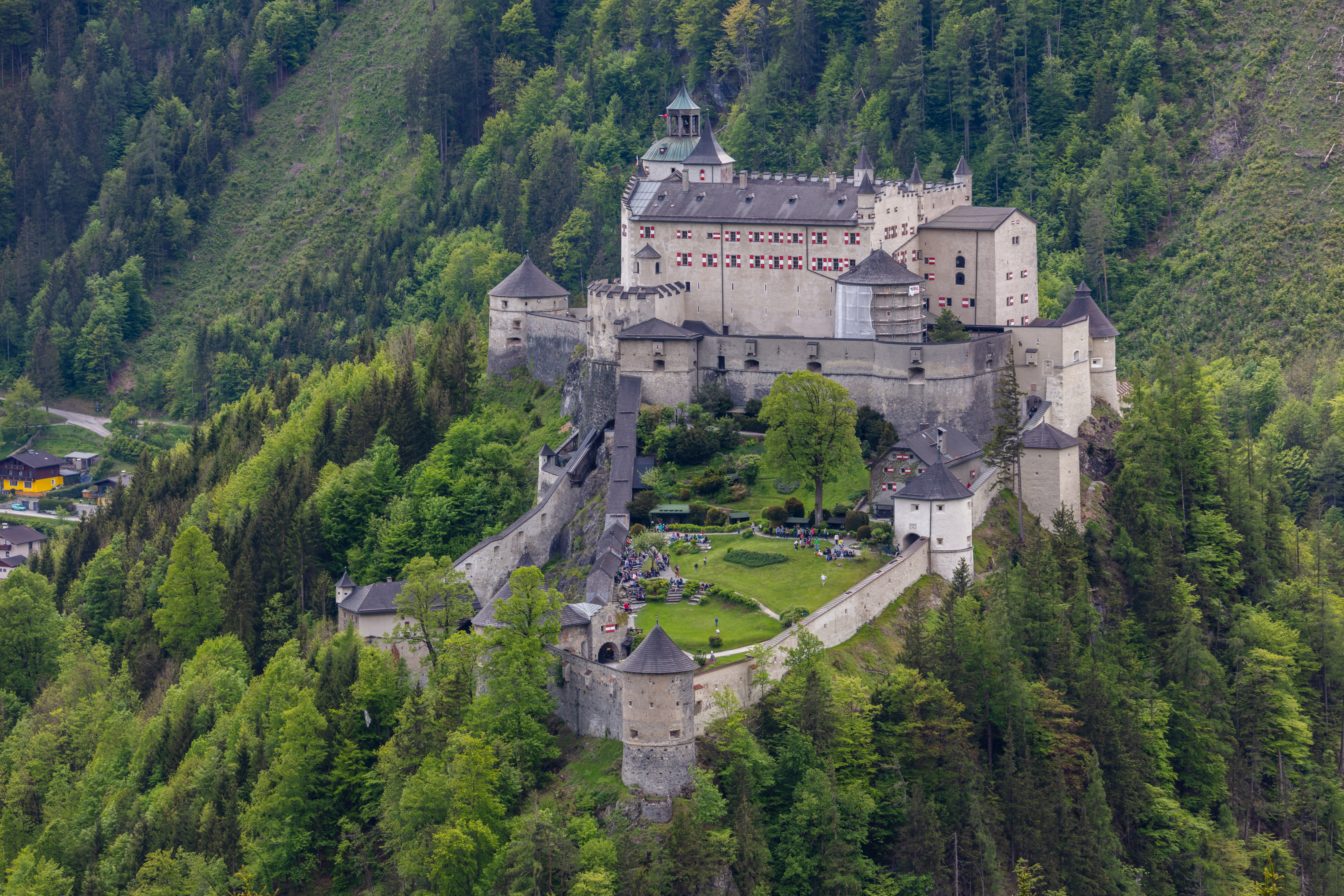
Castillo de Hohenwerfen, Werfen.
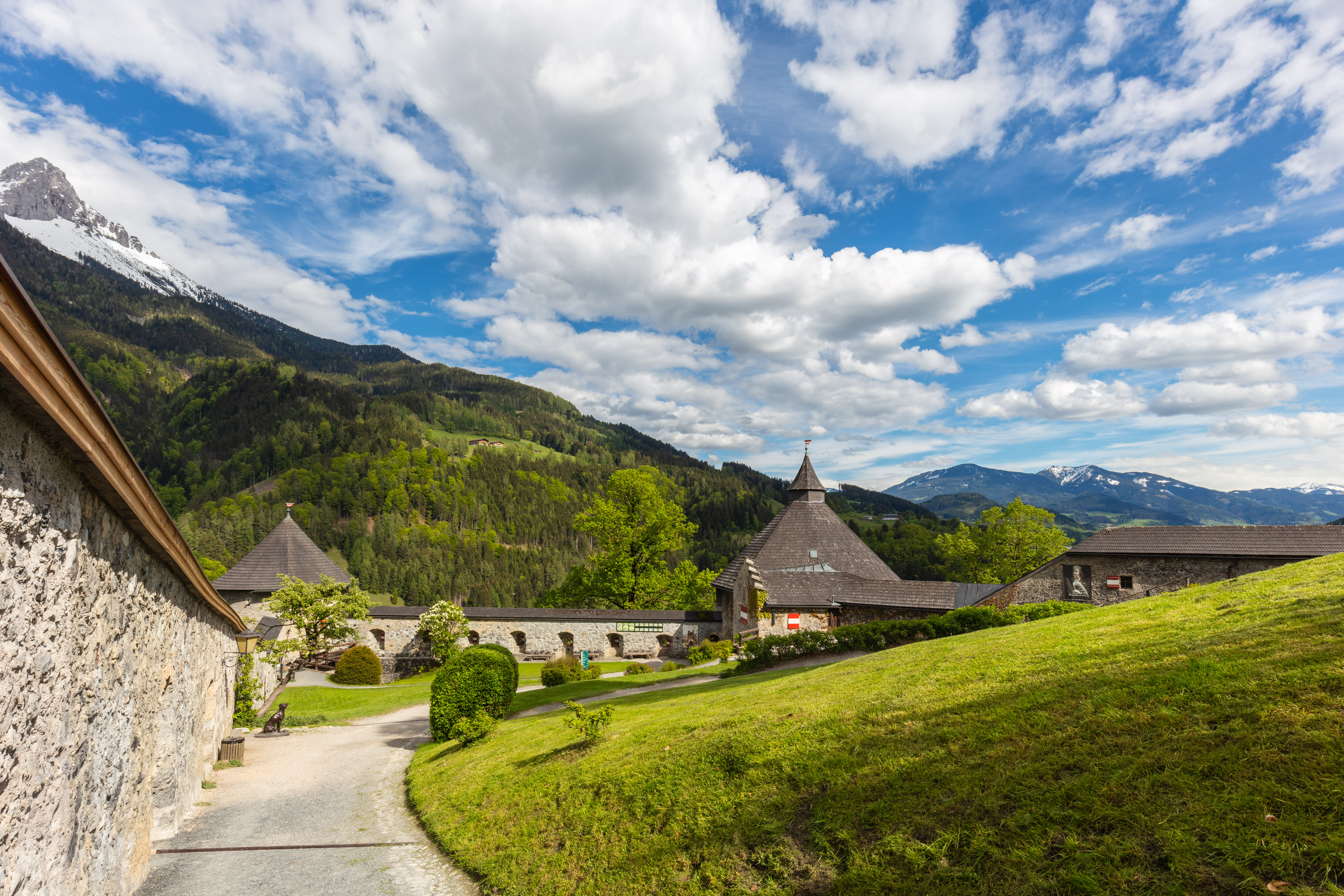
Interior del castillo.
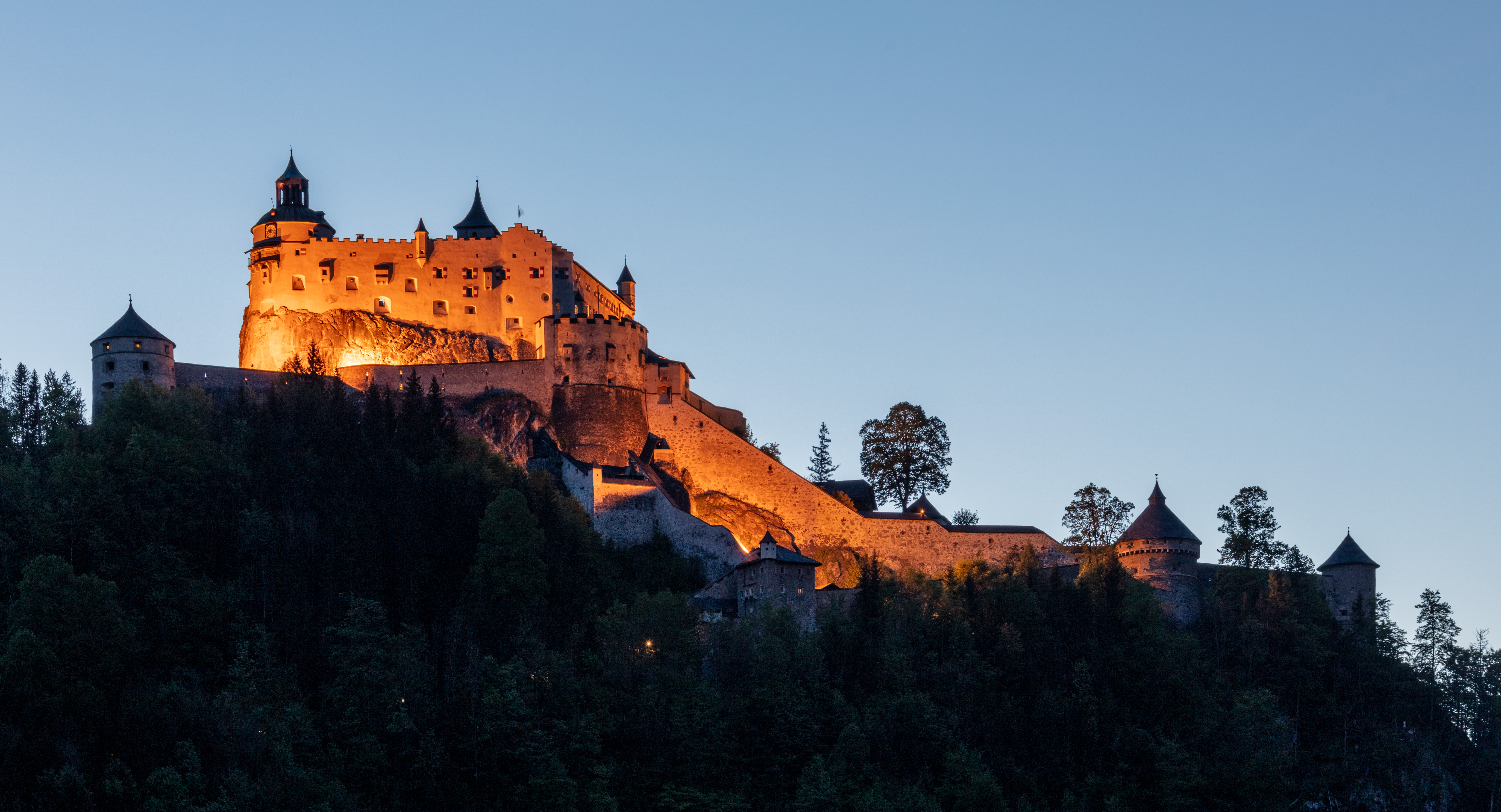
Vista nocturna del castillo.
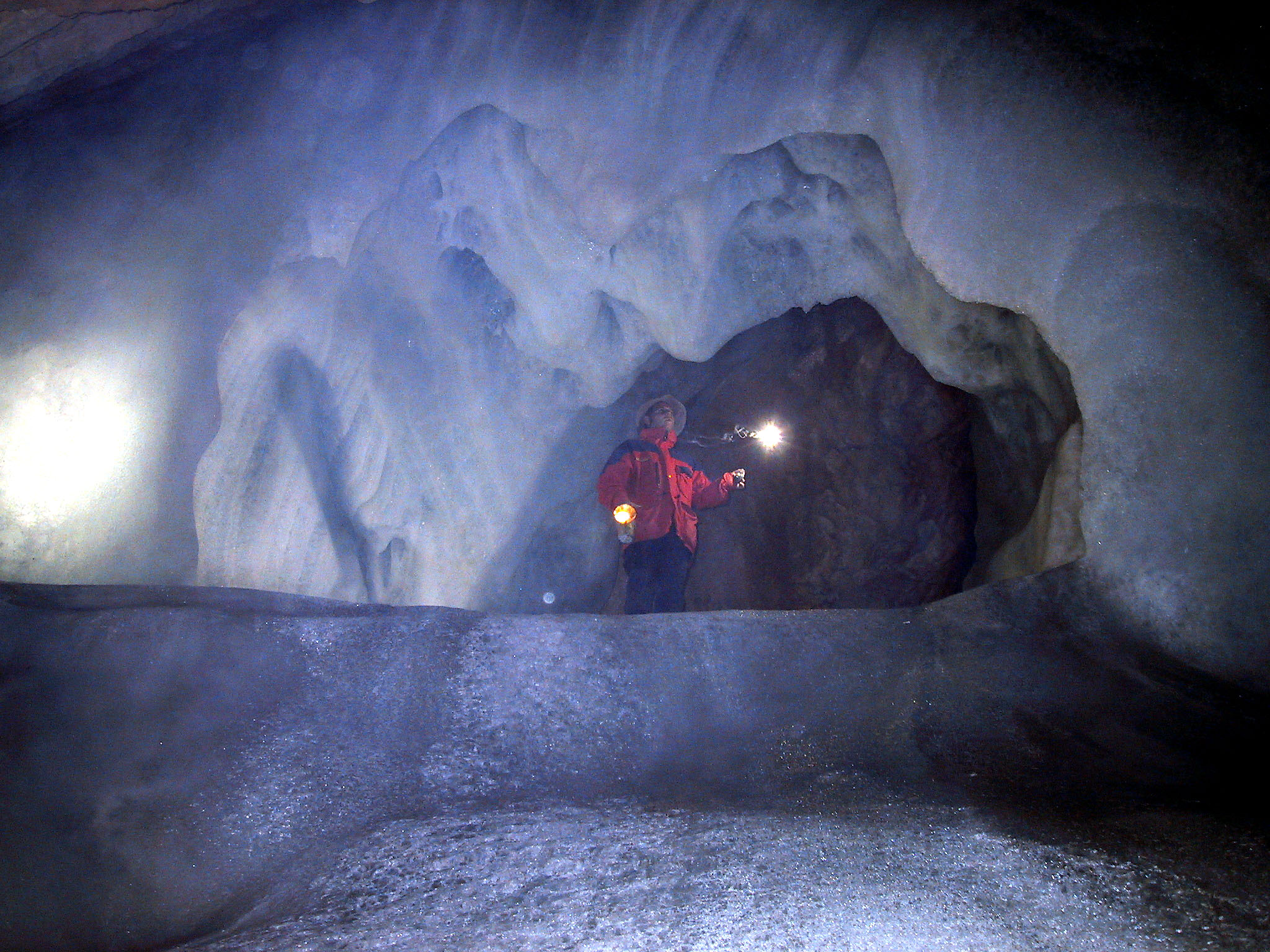
Interior de la cueva helada Eisriesenwelt.